# Morlet
Morlet és un municipi francès, situat al departament de Saona i Loira i a la regió de Borgonya - Franc Comtat. L'any 2007 tenia 57 habitants.

## Demografia

### Població
El 2007 la població de fet de Morlet era de 57 persones. Hi havia 24 famílies, de les quals 8 eren unipersonals (4 homes vivint sols i 4 dones vivint soles), 12 parelles sense fills i 4 parelles amb fills.
La població ha evolucionat segons el següent gràfic:
Habitants censats

### Habitatges
El 2007 hi havia 64 habitatges, 29 eren l'habitatge principal de la família, 23 eren segones residències i 12 estaven desocupats. 63 eren cases i 1 era un apartament. Dels 29 habitatges principals, 24 estaven ocupats pels seus propietaris, 2 estaven llogats i ocupats pels llogaters i 3 estaven cedits a títol gratuït; 4 tenien dues cambres, 5 en tenien tres, 7 en tenien quatre i 12 en tenien cinc o més. 23 habitatges disposaven pel capbaix d'una plaça de pàrquing. A 12 habitatges hi havia un automòbil i a 15 n'hi havia dos o més.

### Piràmide de població
La piràmide de població per edats i sexe el 2009 era:
| Homes | Edats   | Dones |
| ----- | ------- | ----- |
| 0     | 95 o +  | 0     |
| 0     | 90 a 94 | 0     |
| 0     | 85 a 89 | 8     |
| 0     | 80 a 84 | 4     |
| 0     | 75 a 79 | 0     |
| 4     | 70 a 74 | 0     |
| 0     | 65 a 69 | 8     |
| 4     | 60 a 64 | 0     |
| 4     | 55 a 59 | 0     |
| 4     | 50 a 54 | 0     |
| 8     | 45 a 49 | 4     |
| 0     | 40 a 44 | 0     |
| 0     | 35 a 39 | 0     |
| 8     | 30 a 34 | 8     |
| 0     | 25 a 29 | 0     |
| 0     | 20 a 24 | 0     |
| 4     | 15 a 19 | 0     |
| 4     | 10 a 14 | 0     |
| 4     | 5 a 9   | 8     |
| 4     | 0 a 4   | 0     |

## Economia
El 2007 la població en edat de treballar era de 36 persones, 25 eren actives i 11 eren inactives. De les 25 persones actives 24 estaven ocupades (13 homes i 11 dones) i 1 aturada (1 dona i 1 dona). De les 11 persones inactives 6 estaven jubilades, 2 estaven estudiant i 3 estaven classificades com a «altres inactius».
Activitats econòmiques
Dels 4 establiments que hi havia el 2007, 1 era d'una empresa de construcció, 1 d'una empresa de comerç i reparació d'automòbils, 1 d'una empresa d'informació i comunicació i 1 d'una empresa classificada com a «altres activitats de serveis».
L'any 2000 a Morlet hi havia 6 explotacions agrícoles que ocupaven un total de 666 hectàrees.

## Poblacions més properes
El següent diagrama mostra les poblacions més properes.